# Швенкфельд, Каспар
Каспар фон Швенкфельд (нем. Kaspar Schwenkfeld von Ossig 1489 Осек — 10 декабря 1561 Ульм) — немецкий государственный и религиозный деятель времён Реформации.

## Биография
Родился в дворянской семье владевшей городком Оссиг, ныне Осек (пол. Osiek), возле Любена, подчинявшейся герцогству Лигниц в Силезии. Учился в Кёльнском университете в 1505—1507 годах, и в 1507 году в университете Франкфурта на Одере, но так и не получил ни степени, ни рукоположения.
В 1511 году он получил назначение при дворе герцога Лигница, где служил в качестве советника у герцога Карла I (1511—1515) и Георга I (1515—1518). В 1518 году новый герцог Лигница Фридрих II назначил Каспара своим советником. В этом же году Швенкфельд выступил как сторонник идей Лютера, которые достигли к этому времени лигницкого двора. Сам Швенкфельд свидетельствовал о своём духовном возрождении, которое он назвал «Божественным посещением». Благодаря влиянию Швенкфельда, герцог Фридрих поддержал протестантизм, и способствовал его развитию в Силезии. В 1523 году Каспар возвращается в своё имение в Оссиг, оставив службу советника, хотя время от времени он всё же даёт определённые рекомендации герцогу. Благодаря его влиянию, герцог объявляет лютеранство официальной религией страны.
В 1525 году Швенкфельд лично представил изложение своих взглядов на Вечерю Господню Лютеру в Виттенберге. Через некоторое время Лютер прислал ему своё порицание в достаточно жёсткой форме, в результате чего Швенкфельд и его последователи перестали соблюдать заповедь о Вечере до тех пор, пока учение не станет более ясным.
Благодаря Каспару Швенкфельду анабаптисты не были изгнаны герцогом из его владений, как это случилось в других лютеранских и католических землях. Также при его содействии швейцарские богословы приглашались преподавать в университете Лигница, а две книги Швенкфельда были опубликованы в Швейцарии Цвингли и Эколампадиусом. Всё это привело к резкому неприятию Швенкфельда со стороны императора Фердинанда, который начал оказывать давление на герцога Фридриха. Чтобы не подвергать герцога чрезмерным испытаниям, Каспар добровольно удаляется в изгнание в 1529 году. Покинув Силезию, он направляется в Страсбург, где был хорошо принят Капитоном и Буцером. До 1534 года Швенкфельд оставался в Страсбурге. Однако разногласия с Буцером, ставшим на позицию преследования инакомыслящих, вынудили его покинуть город.
С 1534 года и до конца своих дней Швенкфельд путешествует по Южной Германии. В своих поездках он посещает Хагенау, Ландау, Шпейер, Эслинген, Аугсбург, Минделхайм, Кемптен, Мемминген и Ульм. В некоторых местах Каспар задерживается ненадолго, в других же, живёт по нескольку лет. Так, например, в 1534—1539 годы Швенкфельд провёл в Ульме, живя у бургомистра Бернхарда Бессерера, а в 1540—1547 годах он жил в замке Юстинген, принадлежавшем семье Фрейбергов. 1547—1550 годы Швенкфельд провёл во францисканском монастыре в Эслингене. С 1551 года он становится бездомным странником, так как регулярные преследования не дают ему возможности остаться где-либо надолго. Осенью 1561 года он был принят в доме вдовы Хелены Страйхер в Ульме, которая вместе со своей дочерью Агатой оказывала ему медицинскую помощь. В этом же доме он и умер 10 декабря 1561 года.

## Учение
Учение Швенкфельда отражает в себе влияние идей, относящихся к Радикальной Реформации, в особенности спиритуалистов, таких как Андреас Карлштадт. Почти с самого начала Швенкфельд противостоял консубстанциональному учению Лютера о Евхаристии, настаивая, что святые дары стоит понимать духовно, а не как буквальные Тело и Кровь Христа. 
Особое место у Швенкфельда занимает учение о Церкви. Он никогда не применял слово Церковь к отдельной церковной общине, либо к группе своих последователей. В богословском лексиконе Швенкфельда Церковь всегда обозначает вселенский мистический организм Тела Христова. Соответственно этому пониманию, Каспар говорит о возможности существования только Церкви Христовой, экуменического единства всех верующих во Христа, вне зависимости от того, к какой церковной общине они относятся: католической, лютеранской, либо какой-нибудь иной. В связи с таким пониманием Церкви, сам Швенкфельд никогда не организовывал церкви, несмотря на то, что у него было много последователей в Силезии и Южной Германии.

## Труды
Большей частью труды Швенкфельда состоят из посланий — размышлений на духовные и религиозные вопросы, а также обсуждение спорных вопросов. На протяжении своей жизни он написал и опубликовал с помощью друзей 180 книг и буклетов. Несколько из них вышли уже после его смерти. Четыре тома его писем и один трактат были опубликованы в 1564, 1566 и 1570 годах. Еще четыре тома его писем сохранились благодаря его верным друзьям.
Полное собрание его сочинений публиковалось в так наз. Corpus Schwenckfeldianorum. В 1907—1939 годах вышли 15 из восемнадцати томов его сочинений. Последние три тома (сочинения написанные в 1558—1561) были выпущены в 1958—1961 годах с добавлением 19-го тома в котором содержались его несистематизированные записи.